# Boynton Beach
Boynton Beach és una població dels Estats Units a l'estat de Florida. Segons el cens del 8 April 2007 tenia 66.714 habitants.

## Demografia
Segons el cens del 2000, Boynton Beach tenia 60.389 habitants, 26.210 habitatges, i 15.673 famílies. La densitat de població era de 1.468,3 habitants per km².
Dels 26.210 habitatges en un 22,2% hi vivien nens de menys de 18 anys, en un 45,4% hi vivien parelles casades, en un 10,9% dones solteres, i en un 40,2% no eren unitats familiars. En el 33% dels habitatges hi vivien persones soles el 17,8% de les quals corresponia a persones de 65 anys o més que vivien soles. El nombre mitjà de persones vivint en cada habitatge era de 2,26 i el nombre mitjà de persones que vivien en cada família era de 2,87.
Per edats la població es repartia de la següent manera: un 19,9% tenia menys de 18 anys, un 6,4% entre 18 i 24, un 28,1% entre 25 i 44, un 19,8% de 45 a 60 i un 25,8% 65 anys o més.
L'edat mitjana era de 42 anys. Per cada 100 dones de 18 o més anys hi havia 84,5 homes.
La renda mitjana per habitatge era de 39.845 $ i la renda mitjana per família de 47.546 $. Els homes tenien una renda mitjana de 32.503 $ mentre que les dones 26.399 $. La renda per capita de la població era de 22.573 $. Entorn del 7,4% de les famílies i el 10,2% de la població estaven per davall del llindar de pobresa.

## Poblacions properes
El següent diagrama mostra les poblacions més properes.